# Medalha Nacional de Tecnologia e Inovação

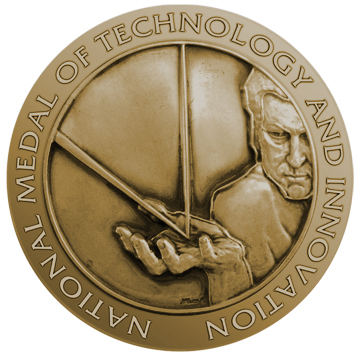
A Medalha Nacional de Tecnologia e Inovação

A Medalha Nacional de Tecnologia e Inovação (em inglês:  National Medal of Technology and Innovation, originalmente denominada National Medal of Technology) é uma condecoração concedida pelo Presidente dos Estados Unidos a inventores e inovadores estadunidenses com contribuições significativas ao desenvolvimento de novas e avançadas tecnologias. A condecoração é concedida a uma pessoa específica, a um grupo de pessoas ou a uma organização ou corporação. É a mais significativa condecoração que os Estados Unidos conferem a um cidadão estadunidense por conquistas relacionadas ao progresso tecnológico.

## Laureados
| Ano  | Laureado                                                                  | Tópico |
| ---- | ------------------------------------------------------------------------- | --- |
| 1985 | Bell Labs                                                                 | |
| 1985 | Fred Brooks, Erich Bloch e Bob Overton Evans                              | "Por suas contribuições ao IBM System/360, um computador que revolucionou a indústria de processamento de dados." |
| 1985 | Steve Jobs e Steve Wozniak                                                | "Pelo desenvolvimento e introdução do computador pessoal…"                                                        |
| 1985 | Marvin M. Johnson                                                         | |
| 1985 | Ralph Landau                                                              | |
| 1985 | John T. Parsons e Frank L. Stulen                                         | |
| 1985 | Harold A. Rosen e Allen E. Puckett                                        | |
| 1985 | Joe Sutter                                                                | |
| 1986 | Bernard M. Gordon                                                         | |
| 1986 | Reynold B. Johnson                                                        | |
| 1987 | Robert Noyce                                                              | |
| 1988 | Arnold Orville Beckman                                                    | |
| 1988 | Edwin Land                                                                | |
| 1988 | David Packard                                                             | |
| 1989 | Herbert Boyer e Stanley Norman Cohen                                      | |
| 1989 | Helen T. Edwards, Richard A. Lundy, J. Ritchie Orr e Alvin Tollestrup     | |
| 1990 | John Atanasoff                                                            | |
| 1990 | Marvin Camras                                                             | |
| 1990 | Jack Kilby                                                                | |
| 1990 | Gordon Moore                                                              | |
| 1990 | David Pall                                                                | |
| 1991 | Grace Murray Hopper                                                       | |
| 1992 | Bill Gates                                                                | |
| 1993 | Ken Olsen                                                                 | |
| 1994 | Irwin Mark Jacobs                                                         | |
| 1995 | Alejandro Zaffaroni                                                       | |
| 1996 | Stephanie Kwolek                                                          | |
| 1997 | Vinton Cerf e Robert Kahn                                                 | |
| 1997 | Ray Dolby                                                                 | |
| 1998 | Ken Thompson e Dennis Ritchie                                             | |
| 1999 | Robert William Taylor                                                     | |
| 1999 | Ray Kurzweil                                                              | |
| 2000 | Douglas Engelbart                                                         | |
| 2000 | Dean Kamen                                                                | |
| 2001 | Arun Netravali                                                            | |
| 2002 | Carl Donald Keith e John J. Mooney                                        | |
| 2002 | Nick Holonyak                                                             | |
| 2003 | Jan Achenbach                                                             | |
| 2003 | Watts Humphrey                                                            | |
| 2003 | Robert Metcalfe                                                           | |
| 2004 | Ralph Baer                                                                | |
| 2004 | Roger Easton, Sr.                                                         | |
| 2005 | Ronald J. Eby, Maya Koster, Dace Viceps Madore e Velupillai Puvanesarajah | |
| 2005 | Dean L. Sicking                                                           | |
| 2005 | Alfred Yi Cho                                                             | |
| 2006 | Leslie A. Geddes                                                          | |
| 2006 | Paul G. Kaminski                                                          | |
| 2006 | Herwig Kogelnik                                                           | |
| 2006 | Charles M. Vest                                                           | |
| 2006 | James Edward Maceo West                                                   | |
| 2007 | Paul Baran                                                                | |
| 2007 | Roscoe Brady                                                              | |
| 2007 | David N. Cutler                                                           | |
| 2007 | Armand V. Feigenbaum                                                      | |
| 2007 | Adam Heller                                                               | |
| 2007 | Carlton Grant Willson                                                     | |
| 2008 | Forrest Bird                                                              | |
| 2008 | Esther Sans Takeuchi                                                      | |
| 2008 | John Warnock e Charles Geschke                                            | |
| 2009 | Harry Coover                                                              | |
| 2009 | Helen Murray Free                                                         | |
| 2009 | Steven Sasson                                                             | |
| 2009 | Federico Faggin, Marcian Hoff e Stanley Mazor                             | |
| 2010 | Rakesh Agrawal                                                            | |
| 2010 | Jayant Baliga                                                             | |
| 2010 | Charles Donald Bateman                                                    | |
| 2010 | Yvonne Brill                                                              | |
| 2010 | Michael Francis Tompsett                                                  | |
| 2011 | Frances Arnold                                                            | |
| 2011 | Arthur Rosenfeld                                                          | |
| 2011 | George Robert Carruthers                                                  | |
| 2011 | Robert Langer                                                             | |
| 2011 | Gholam A. Peyman                                                          | |
| 2011 | Samuel Emil Blum, Rangaswamy Srinivasan e James Wynne                     | |
| 2011 | BBN Technologies                                                          | |
| 2014 | Charles Bachman                                                           | |
| 2014 | Edith Marie Flanigen                                                      | |
| 2014 | Thomas Fogarty                                                            | |
| 2014 | Eli Harari                                                                | |
| 2014 | Arthur Levinson                                                           | |
| 2014 | Cherry Murray                                                             | |
| 2014 | Mary Shaw                                                                 | |
| 2014 | Douglas Lowy, John T. Schiller                                            | |
| 2023 | Mary-Dell Chilton                                                         | |
| 2023 | John M. Cioffi                                                            | |
| 2023 | Rory A. Cooper                                                            | |
| 2023 | Ashok Gadgil                                                              | |
| 2023 | Juan E. Gilbert                                                           | |
| 2023 | Charles W. Hull                                                           | |
| 2023 | Jeong H. Kim                                                              | |
| 2023 | Steven Rosenberg                                                          | |
| 2023 | Neil Gilbert Siegel                                                       | |
| 2023 | James G. Fujimoto, Eric A. Swanson, David Huang                           | |